# Sam Barlow Williams
Sam Barlow Williams (Seattle, 7 de maio de 1921 — Indian Hills, 22 de junho de 2009) foi um inventor estadunidense
Fundadou a Williams International. É conhecido principalmente pelo desenvolvimento do motor de pequeno porte Turbofan.